# Jeremy Lamb
Pour les articles homonymes, voir Lamb.
Jeremy Lamb, né le 30 mai 1992 à Norcross dans l'État de Géorgie, est un joueur américain de basket-ball. Il évolue au poste d'arrière.

## Biographie

### Jeunesse
Jeremy Lamb fréquente le lycée de Norcross, en Géorgie, où il est capitaine de l’équipe de basket-ball et réalise des statistiques en moyenne de 20 points et 6 rebonds par match, ce qui mène Norcross au championnat régional, à l’élite 8 des éliminatoires de l’État et à un bilan final de 27 à 3. Il est recruté par les Huskies de l'université du Connecticut après avoir attiré l’attention de l’entraîneur Jim Calhoun, qui estime que Lamb lui rappelle l’ancienne star d'UConn Richard "Rip" Hamilton.

### Carrière universitaire
Au cours de sa première année avec les Huskies du Connecticut, il joue à chaque match. Il marque en moyenne 11,1 points par match, ce qui est le deuxième meilleur bilan de l’équipe derrière Kemba Walker. Il marque 24 points contre les Golden Eagles de Marquette, son record en carrière, le 25 janvier 2011. Au tournoi Big East de 2011, Lamb marque en moyenne 14,2 points et aide les Huskies, 9e tête de série, à remporter le tournoi et à remporter la troisième tête de série pour le tournoi final de la NCAA. Au tournoi final NCAA 2011, Lamb augmente sa production de points à 16,2 points par match et égale son plus haut nombre de points en carrière avec 24 points contre les Aztecs de San Diego State dans le Sweet 16 le 24 mars 2011. Avant le match de Final Four de l’UConn contre les Wildcats du Kentucky, Lamb était à 11 sur 15 à trois points dans le tournoi de la NCAA, le pourcentage le plus élevé de tous les temps par un joueur qui a atteint le Final Four. Dans le match pour le titre national, il marque 12 points et prend 7 rebonds dans la victoire face aux Bulldogs de Butler par le score de 53-41.
À la suite de la saison 2011-2012, Jeremy Lamb se présente à la draft de la NBA.

### Carrière professionnelle

#### Thunder d'Oklahoma City (2012-2015)
En 2012, il est drafté à la 12e position par les Rockets de Houston. Le 27 octobre 2012, il est transféré au Thunder d'Oklahoma City avec Kevin Martin, deux premiers tours de draft et un second tour de draft contre James Harden, Cole Aldrich, Lazar Hayward et Daequan Cook.
Durant sa première saison, Lamb est envoyé plusieurs fois chez les 66ers de Tulsa en D-League.
Le 4 février 2013, il est sélectionné dans l'équipe Futures All-Star pour le NBA D-League All-Star Game 2013. Cependant, il est remplacé par Tony Mitchell parce qu'il est rappelé dans l'effectif du Thunder et n'était pas dans la liste des joueurs actifs en D-League à temps pour le match. Le 29 décembre 2013, contre les Rockets de Houston, Lamb établit son record de points en carrière avec 22 unités dans la victoire des siens 117 à 86.
Le 14 novembre 2014, Lamb réalise le premier double-double de sa carrière avec 24 points et 10 rebonds malgré la défaite 89 à 96.

#### Hornets de Charlotte (2015-2019)
Le 25 juin 2015, il est transféré aux Hornets de Charlotte en échange de Luke Ridnour et un second tour de draft 2016. Il retrouve ainsi son coéquipier à l'université Kemba Walker. Le 2 novembre 2015, il prolonge son contrat de 21 millions de dollars sur trois ans. Le lendemain, il marque 20 points à 9 sur 10 aux tirs dans la victoire 130 à 105 contre les Bulls de Chicago. Le 4 janvier 2016, il marque 22 points, son meilleur total de la saison, lors de la défaite 111 à 101 chez les Warriors de Golden State.

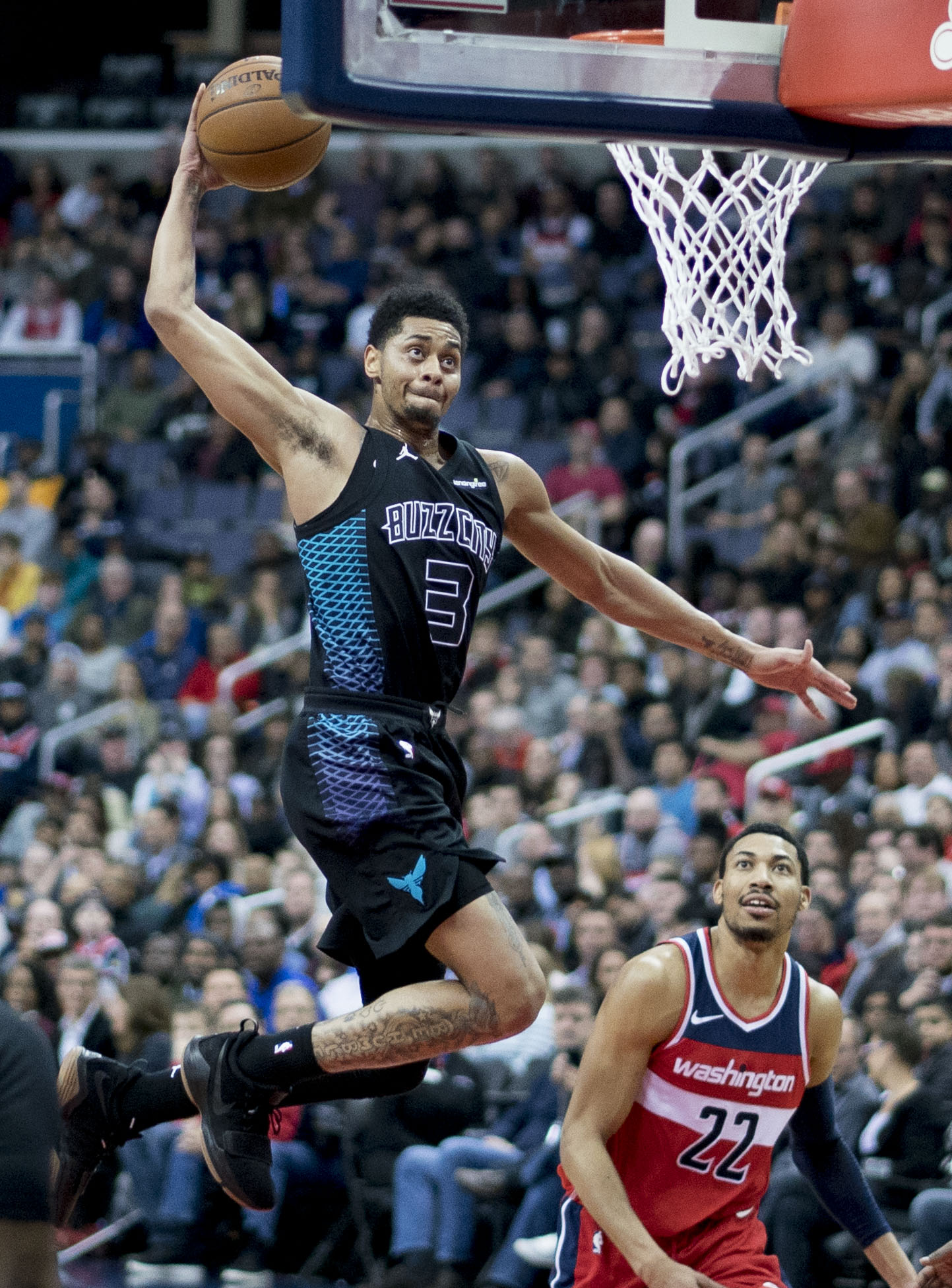
Lamb réalisant un dunk en 2018

Le 26 novembre 2016, après avoir manqué les dix premiers matches de la saison 2016-2017 en raison d'une blessure au tendon, Lamb est titularisé pour la première fois avec les Hornets et réalise le meilleur match de sa carrière avec 18 points et 17 rebonds (son record en carrière) dans la victoire 107 à 102 contre les Knicks de New York. Le 28 novembre, Lamb bat son record de points de la saison pour le deuxième match de suite en terminant la rencontre avec 21 points et neufs rebonds en tant que remplaçant dans la victoire 104 à 85 contre les Grizzlies de Memphis.
Le 20 décembre 2017, Lamb bat son record de points en carrière avec 32 unités avec une réussite de 11 sur 17 aux tirs dans la défaite 129 à 111 chez les Raptors de Toronto ; il marque 19 points dans les quinze premières minutes.
Avant le début de la saison 2018-2019, Lamb est désigné comme étant l'arrière titulaire de l'équipe. Le 21 novembre, il marque 21 points dont cinq tirs à trois points (son record en carrière) dans la victoire 127 à 109 contre les Pacers de l'Indiana. Le 26 décembre, il marque 31 points dans la défaite 134 à 132 après deux prolongations chez les Nets de Brooklyn. Le 12 décembre 2018, il marque un tir à trois points au buzzer pour donner la victoire aux Hornets 108 à 107 contre les Pistons de Détroit. Le 24 mars 2019, il marque le panier de la victoire depuis le milieu de terrain au buzzer pour donner la victoire aux siens 115 à 114 contre les Raptors de Toronto ; il s'agit du second tir de la victoire au buzzer le plus lointain sur les vingt dernières saisons. Le 5 avril 2019, moins de deux semaines plus tard, Lamb marque un panier à trois points alors qu'il reste 3,3 secondes à jouer, donnant la victoire aux siens 113 à 111 contre les Raptors de Toronto. Lors de la saison 2018-2019, Lamb marque trois paniers "game-winners" dont deux contre les Raptors de Toronto.

#### Pacers de l'Indiana (2019-2022)
Le 1er juillet 2019, il signe un contrat de 32 millions de dollars pour trois ans avec les Pacers de l'Indiana. Le 24 février 2020, les Pacers annoncent que Lamb a subi une déchirure du ligament croisé antérieur gauche, une déchirure du ménisque latéral et une fracture condylienne fémorale latérale au cours d’une défaite 81 à 127 contre les Raptors de Toronto le 23 février. Cette blessure écarte Lamb des terrains pour le reste de la saison 2019-2020. Il fait son retour à la compétition mi-janvier 2021.

#### Kings de Sacramento (2022)
En février 2022, Jeremy Lamb est transféré vers les Kings de Sacramento avec Domantas Sabonis et Justin Holiday contre Tyrese Haliburton, Buddy Hield et Tristan Thompson. Il fait ses débuts avec l’équipe un jour plus tard, inscrivant 14 points, prenant six rebonds, faisant cinq passes décisives et deux contres dans une victoire de 132-119 contre les Timberwolves du Minnesota. À l'issue de la saison 2021-2022, il devient agent libre sans restriction.
En septembre 2022, il est mis à l'essai par les Lakers de Los Angeles avec d'autres joueurs agents libres comme Shabazz Muhammad ou Mychal Mulder. Il ne dispute pas la saison 2022-2023.

### Sélection nationale
Lamb joue avec l'équipe américaine lors du championnat du monde des 19 ans et moins en 2011. L'équipe est battue en quart de finale par la Russie. Lamb est nommé dans le meilleur 5 du tournoi avec, le MVP, le Lituanien Jonas Valančiūnas, l'Australien Hugh Greenwood, le Russe Dmitri Koulaguine, et le Serbe Aleksandar Cvetković.

## Palmarès

### En club
- Champion de la Division Nord-Ouest en 2013 avec le Thunder d'Oklahoma City.
- NCAA champion (2011)

### Distinctions personnelles
- First team All-Big East (2012)

## Statistiques

### Universitaires
| Saison    | Équipe      | Matchs | Titul. | Min./m | % Tir | % 3pts | % LF | Rbds/m. | Pass/m. | Int/m. | Ctr/m. | Pts/m. |
| --------- | ----------- | ------ | ------ | ------ | ----- | ------ | ---- | ------- | ------- | ------ | ------ | ------ |
| 2010-2011 | Connecticut | 41     | 40     | 27,8   | 48,7  | 36,8   | 79,7 | 4,46    | 1,61    | 0,85   | 0,61   | 11,12  |
| 2011-2012 | Connecticut | 34     | 33     | 37,2   | 47,8  | 33,6   | 81,0 | 4,88    | 1,71    | 1,24   | 0,62   | 17,74  |
| Total     | Total       | 75     | 73     | 32,1   | 48,2  | 34,8   | 80,6 | 4,65    | 1,65    | 1,03   | 0,61   | 14,12  |

### Professionnelles

#### Saison régulière
| Saison    | Équipe        | Matchs | Titul. | Min./m | % Tir | % 3pts | % LF  | Rbds/m. | Pass/m. | Int/m. | Ctr/m. | Pts/m. |
| --------- | ------------- | ------ | ------ | ------ | ----- | ------ | ----- | ------- | ------- | ------ | ------ | ------ |
| 2012-2013 | Oklahoma City | 23     | 0      | 6,4    | 35,3  | 30,0   | 100,0 | 0,78    | 0,22    | 0,09   | 0,09   | 3,09   |
| 2013-2014 | Oklahoma City | 78     | 0      | 19,7   | 43,2  | 35,6   | 79,7  | 2,42    | 1,47    | 0,72   | 0,33   | 8,53   |
| 2014-2015 | Oklahoma City | 47     | 8      | 13,5   | 41,6  | 34,2   | 89,1  | 2,28    | 0,94    | 0,45   | 0,13   | 6,28   |
| 2015-2016 | Charlotte     | 66     | 0      | 18,6   | 45,1  | 30,9   | 72,7  | 3,82    | 1,17    | 0,64   | 0,45   | 8,79   |
| 2016-2017 | Charlotte     | 62     | 5      | 18,4   | 46,0  | 28,1   | 85,3  | 4,26    | 1,21    | 0,44   | 0,37   | 9,73   |
| 2017-2018 | Charlotte     | 80     | 18     | 24,6   | 45,7  | 37,0   | 86,1  | 4,05    | 2,33    | 0,76   | 0,40   | 12,91  |
| 2018-2019 | Charlotte     | 79     | 55     | 28,5   | 44,0  | 34,8   | 88,8  | 5,49    | 2,18    | 1,11   | 0,41   | 15,29  |
| 2019-2020 | Indiana       | 46     | 42     | 28,1   | 45,1  | 33,5   | 83,6  | 4,35    | 2,09    | 1,20   | 0,48   | 12,54  |
| 2020-2021 | Indiana       | 36     | 8      | 21,3   | 43,5  | 40,6   | 94,7  | 3,60    | 1,50    | 0,90   | 0,60   | 10,10  |
| 2021-2022 | Indiana       | 39     | 0      | 15,7   | 37,3  | 33,3   | 83,8  | 2,40    | 1,30    | 0,60   | 0,40   | 7,10   |
| 2021-2022 | Sacramento    | 17     | 0      | 18,9   | 40,3  | 30,2   | 84,6  | 3,50    | 1,80    | 0,50   | 0,50   | 7,90   |
| Total     | Total         | 573    | 136    | 20,8   | 43,9  | 34,2   | 85,7  | 3,60    | 1,60    | 0,70   | 0,40   | 10,10  |

Mise à jour le 13 octobre 2022

#### Playoffs
| Saison | Équipe        | Matchs | Titul. | Min./m | % Tir | % 3pts | % LF  | Rbds/m. | Pass/m. | Int/m. | Ctr/m. | Pts/m. |
| ------ | ------------- | ------ | ------ | ------ | ----- | ------ | ----- | ------- | ------- | ------ | ------ | ------ |
| 2014   | Oklahoma City | 11     | 0      | 9,1    | 40,5  | 14,3   | 100,0 | 1,45    | 0,64    | 0,64   | 0,09   | 3,64   |
| 2016   | Charlotte     | 3      | 0      | 3,9    | 55,6  | 100,0  | 0,0   | 1,33    | 0,33    | 0,00   | 0,00   | 3,67   |
| Total  | Total         | 14     | 0      | 8,0    | 43,1  | 20,0   | 100,0 | 1,43    | 0,57    | 0,50   | 0,07   | 3,64   |

Mise à jour le 14 mai 2018

## Records sur une rencontre

### En NBA
Les records personnels de Jeremy Lamb en NBA sont les suivants, :
| Type de statistique        | Saison régulière | Saison régulière      | Saison régulière | Playoffs | Playoffs                | Playoffs    |
| Type de statistique        | Record           | Adversaire            | Date             | Record   | Adversaire              | Date        |
| -------------------------- | ---------------- | --------------------- | ---------------- | -------- | ----------------------- | ----------- |
| Points                     | 32               | Raptors de Toronto    | 20 décembre 2017 | 13       | @ Spurs de San Antonio  | 21 mai 2014 |
| Paniers marqués            | 11               | 3 fois                | 3 fois           | 6        | @ Spurs de San Antonio  | 21 mai 2014 |
| Paniers tentés             | 22               | @ Pacers de l'Indiana | 11 février 2019  | 8        | 2 fois                  | 2 fois      |
| Paniers à 3 points réussis | 5                | 4 fois                | 4 fois           | 1        | 3 fois                  | 3 fois      |
| Paniers à 3 points tentés  | 9                | @ Heat de Miami       | 17 mars 2019     | 3        | 2 fois                  | 2 fois      |
| Lancers francs réussis     | 11               | 76ers de Philadelphie | 19 mars 2019     | 2        | Spurs de San Antonio    | 27 mai 2014 |
| Lancers francs tentés      | 12               | 76ers de Philadelphie | 19 mars 2019     | 2        | Spurs de San Antonio    | 27 mai 2014 |
| Rebonds offensifs          | 5                | @ Pacers de l'Indiana | 11 février 2019  | 2        | Clippers de Los Angeles | 5 mai 2014  |
| Rebonds défensifs          | 15               | Knicks de New York    | 26 novembre 2016 | 4        | Clippers de Los Angeles | 5 mai 2014  |
| Rebonds totaux             | 17               | Knicks de New York    | 26 novembre 2016 | 6        | Clippers de Los Angeles | 5 mai 2014  |
| Passes décisives           | 7                | 4 fois                | 4 fois           | 2        | Clippers de Los Angeles | 5 mai 2014  |
| Interceptions              | 6                | Bulls de Chicago      | 6 avril 2021     | 3        | Spurs de San Antonio    | 27 mai 2014 |
| Contres                    | 3                | 8 fois                | 8 fois           | 1        | Clippers de Los Angeles | 5 mai 2014  |
| Balles perdues             | 5                | Heat de Miami         | 6 mars 2019      | 1        | 3 fois                  | 3 fois      |
| Minutes jouées             | 49               | @ Nets de Brooklyn    | 26 décembre 2018 | 19       | Spurs de San Antonio    | 27 mai 2014 |

- Double-double : 12
- Triple-double : 0

Dernière mise à jour : 17 juillet 2022